# Idaea illustrior
Idaea illustrior är en fjärilsart som beskrevs av Edward P. Wiltshire 1952. Idaea illustrior ingår i släktet Idaea och familjen mätare. Inga underarter finns listade i Catalogue of Life.